# Nocticanace arnaudi
Nocticanace arnaudi is een vliegensoort uit de familie van de Canacidae. De wetenschappelijke naam van de soort is voor het eerst geldig gepubliceerd in 1954 door Wirth.